# Замфир Попов
Замфир Попов (Замфир Попангелов Цветков) е участник в Септемврийското въстание. Български партиен деец, член на Българската комунистическа партия.

## Биография
Замфир Попов е роден на 27 октомври 1894 г. в село Гушанци (дн. Замфирово), Ломско. Завършва гимназия във Враца, заедно с Георги Дамянов, Гаврил Генов, Димитър Първанов, Аврам Стоянов и др.
Мобилизиран и участва в Първата световна война (1914 – 1918 г.). Включва се във войнишките бунтове.
Завършва право в Софийския университет „Св. Климент Охридски“. Работи като адвокат в град Фердинанд (днес Монтана).
Включва се активно в подготовката на Септемврийското въстание (1923) като член на Окръжния военно-революционен комитет. Командир на Гушанския отряд и пръв помощник на Гаврил Генов. По време на въстанието ръководи действията в Берковско. Завзема гарата на град Берковица.
След разгрома на въстанието емигрира в Югославия. През 1924 г. се завръща нелегално в България, за да участва в подготовката на ново въстание. Укрива се в дома на родителите на Александър Жендов, заедно с Христо Гюлеметов – Бонбона.Секретар на Окръжния комитет на БКП във Враца (1924).
След Атентата в църквата „Света Неделя“ е убит от режима на Александър Цанков.
С правителствено решение родното му село носи неговото име „Замфирово“ от 1947 г.
Николай Хрелков написва песен в памет на Замфир Попов.